# Delphinognatus conocephalus
Delphinognathus conocephalus — вид нессавцевих терапсид. Вид існував у середній пермі . Скам'янілі рештки знайдені у пластах формації Кару у Південній Африці. Описаний по єдиному черепу, що погано зберігся. Деякі дослідники вважають, що під цим ім'ям описані молоді особини мосхопса.